# Khối lượng phân tử
Khối lượng phân tử tương đối hoặc trọng lượng phân tử là khối lượng của một phân tử. Nó được tính bằng tổng khối lượng nguyên tử tương đối của từng nguyên tố cấu thành nhân với số lượng nguyên tử của nguyên tố đó trong công thức phân tử. Khối lượng phân tử của các phân tử kích thước nhỏ đến trung bình, được đo bằng phép đo phổ khối, xác định phép đo lượng hóa. Đối với các phân tử lớn như protein, các phương pháp dựa trên độ nhớt và tán xạ ánh sáng có thể được sử dụng để xác định khối lượng phân tử khi không có sẵn dữ liệu tinh thể.

## Kết quả tính toán
Khối lượng phân tử được tính từ nguyên tử khối của mỗi hạt nhân có trong phân tử, trong khi khối lượng mol được tính từ trọng lượng nguyên tử tiêu chuẩn của mỗi nguyên tố. Trọng lượng nguyên tử tiêu chuẩn có tính đến sự phân bố đồng vị của nguyên tố trong một mẫu nhất định (thường được coi là "bình thường"). Ví dụ, nước có khối lượng mol là 18.0153(3) g/mol, nhưng các phân tử nước riêng lẻ có khối lượng phân tử nằm trong khoảng từ 18.010 564 6863(15) Da (1H
216O) và 22.027 7364(9) Da (2H
218O).
Khối lượng nguyên tử và phân tử thường được báo cáo trong dalton được xác định tương ứng với khối lượng của đồng vị 12C (carbon 12), theo định nghĩa bằng 12 Da. Ví dụ, khối lượng mol và khối lượng phân tử của mêtan, có công thức phân tử là CH4, được tính tương ứng như sau:
| Khối lượng mol hoặc trọng lượng phân tử của CH4 | Khối lượng mol hoặc trọng lượng phân tử của CH4 | Khối lượng mol hoặc trọng lượng phân tử của CH4 | Khối lượng mol hoặc trọng lượng phân tử của CH4                      |
|                                                 | Trọng lượng nguyên tử tiêu chuẩn                | Số                                              | Tổng khối lượng mol (g/mol) hoặc trọng lượng phân tử (Da hoặc g/mol) |
| ----------------------------------------------- | ----------------------------------------------- | ----------------------------------------------- | -------------------------------------------------------------------- |
| C                                               | 12.011                                          | 1                                               | 12.011                                                               |
| H                                               | 1.008                                           | 4                                               | 4.032                                                                |
| CH4                                             |                                                 |                                                 | 16.043                                                               |
| Khối lượng phân tử của 12C1H4                   |                                                 |                                                 |                                                                      |
|                                                 | Khối lượng hạt nhân                             | Số                                              | Tổng khối lượng phân tử (Da hoặc u)                                  |
| 12C                                             | 12.00                                           | 1                                               | 12.00                                                                |
| 1H                                              | 1.007825                                        | 4                                               | 4.0313                                                               |
| CH4                                             |                                                 |                                                 | 16.0313                                                              |

Thuật ngữ được định nghĩa chính thức hơn là "khối lượng phân tử tương đối". Giá trị khối lượng nguyên tử và phân tử tương đối như được định nghĩa là không thứ nguyên. Tuy nhiên, tính từ 'tương đối' bị bỏ qua trong thực tế vì người ta thường cho rằng khối lượng nguyên tử và phân tử có liên quan đến khối lượng 12C. Ngoài ra, "đơn vị" Dalton được sử dụng trong thực tế phổ biến. Khối lượng 1 mol của chất được chỉ định là khối lượng mol. Theo định nghĩa, khối lượng mol có đơn vị gam trên mỗi mol.
Trong ví dụ trên, trọng lượng nguyên tử tiêu chuẩn của carbon là 12.011 g/mol, không phải 12.00 g/mol. Điều này là do carbon tự nhiên là hỗn hợp của các đồng vị 12C, 13C và 14C có khối lượng lần lượt là 12 Da, 13.003355 Da, và 14.003242 Da. Hơn nữa, tỷ lệ của các đồng vị khác nhau giữa các mẫu, vì vậy 12.011 g/mol là giá trị trung bình trên các vị trí khác nhau trên trái đất. Ngược lại, có ít sự thay đổi trong hydro xuất hiện tự nhiên nên trọng lượng nguyên tử tiêu chuẩn có ít phương sai hơn. Độ chính xác của khối lượng mol bị hạn chế bằng trọng lượng nguyên tử tiêu chuẩn phương sai cao nhất, trong ví dụ này là carbon. Độ không đảm bảo này không giống như độ không đảm bảo trong khối lượng phân tử, phản ánh phương sai (sai số) trong phép đo không phải là phương sai tự nhiên trong sự dư thừa đồng vị trên toàn cầu. Trong phương pháp khối phổ có độ phân giải cao, các đồng vị khối lượng 12C1H4 và 13C1H4 được quan sát là các phân tử riêng biệt, với khối lượng phân tử lần lượt là khoảng 16.031 Da và 17.035 Da. Cường độ của các cực đại phương pháp khối phổ tỷ lệ thuận với sự phong phú đồng vị trong các loài phân tử.12C 2H 1H3 cũng có thể được quan sát với khối lượng phân tử 17 Da.